# Aqueduc de la Brévenne
L'aqueduc de la Brévenne est un des aqueducs antiques desservant la ville antique de Lugdunum (actuelle ville française de Lyon). Troisième aqueduc lyonnais construit, il mesurait 70 km de longueur, et arrivait au quartier de Fourvière dans l'actuel 5e arrondissement de Lyon. Il doit son nom à la rivière dans le bassin-versant de laquelle il s'alimentait, la Brévenne.

## Historique
L'aqueduc de la Brévenne fut construit sous le règne de l'empereur romain Claude.
Une analyse archéomagnétique par prélèvement de carottages dans les briques de la construction, effectuée dans le cadre d'une intervention de suivi archéologique réalisée sur le rampant des Massues entre août et décembre 2016, a fourni un intervalle de datation de 23 av. J.-C. à 88 apr. J.-C..

## Tracé

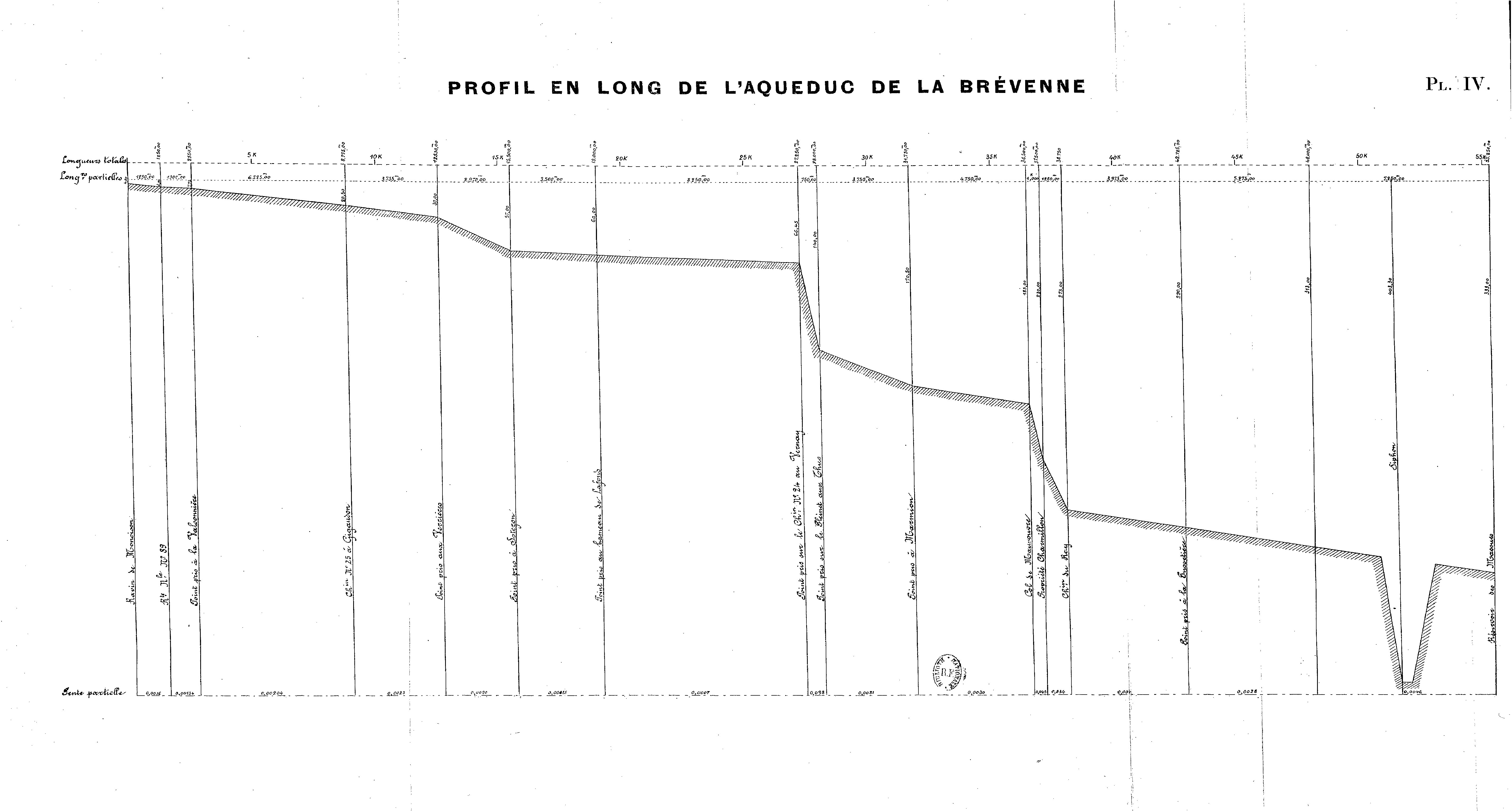
Profil altimétrique de la partie haute de l'aqueduc de la Brévenne ; on y remarque en particulier les deux zones de chutes et le premier siphon.

Le premier captage de l'aqueduc est situé assez haut en altitude (600 mètres environ), sur la commune d'Aveize. L'aqueduc est donc situé sur le revers des monts du Lyonnais, qu'il doit contourner par le nord pour rejoindre la vallée de la Saône où est situé Lyon. Cet aqueduc,  enterré à 95%, comportait en aérien : deux lignes d’arches, à Lentilly (650 mètres) et à Lyon (1900 mètres), et un siphon inversé, franchissant le vallon du ruisseau des Planches à Écully, dont ne subsiste que deux ruines : rampant des Massues (pente associée au réservoir de chasse du siphon) et section du pont-siphon.

## Techniques mises en œuvre

### Siphon
Un pont-siphon d'aqueduc est un pont qui assure le franchissement  transversal d'une dépression (vallée de rivière notamment) au courant d'eau en utilisant le principe du siphon inversé. Le pont est construit au fond de la dépression pour accueillir une ou plusieurs conduites forcées. Celles-ci partent d'un réservoir de charge situé en amont et alimenté par l'aqueduc, et sont posées sur un rampant qui rejoint le pont. Un second rampant leur permet de remonter, de l'autre côté, jusqu'à un réservoir de chasse, dont l'altitude est inférieure de quelques mètres, afin que le débit d'eau ne soit pas interrompu.

### Chutes
La pente moyenne idéale était située autour de 1,5 mm/m, c'est-à-dire 1,5 ‰. Au-delà, la vitesse de l'eau risquait d'excéder 1 m/s et de détériorer rapidement le revêtement intérieur du tunnel par son action érosive. Or l'aqueduc de la Brévenne partant d'une altitude assez élevée ; sa pente moyenne était élevée (5 ‰). Il était donc indispensable de casser cette pente. La solution retenue fut de construire de courts biefs horizontaux ou de très faible pente, séparés par des chutes pratiquées dans des puits dits "de rupture de pente". Ces chutes mesuraient environ 2,3 mètres à 2,5 mètres. Souvent, de nombreuses chutes, constituant un  "escalier hydraulique", se succédaient comme à Chevinay (site de Plainey aujourd'hui recouvert), sur lequel l'eau descendait de 87 mètres sur seulement 300 mètres de distance,.

## Débit
Camille Germain de Montauzan estime que son débit était le plus important des quatre ouvrages alimentant Lyon (28 000 m3 par jour, soit 324 L/s), ce qui est aujourd'hui considéré comme le débit théorique de l'aqueduc. Toutefois, Jean Burdy est plus réservé et ne concède à cet ouvrage qu'un débit de 10 000 m3 par jour (115 L/s).

## Protection
Les vestiges du rampant et du réservoir de fuite du siphon des Massues à Tassin-la-Demi-Lune, à la limite avec Écully, sont protégés au titre des monuments historiques : les quatre piles sont classées depuis 1945, le réservoir de fuite est classé en 1986 et le reste des vestiges est inscrit en 1985. Ces vestiges sont situés sur une propriété privée, dans le prolongement de la rue des Aqueducs à Écully, quand elle tourne pour devenir la rue de Boyer. Ils sont néanmoins visibles depuis l'espace public.

## Images

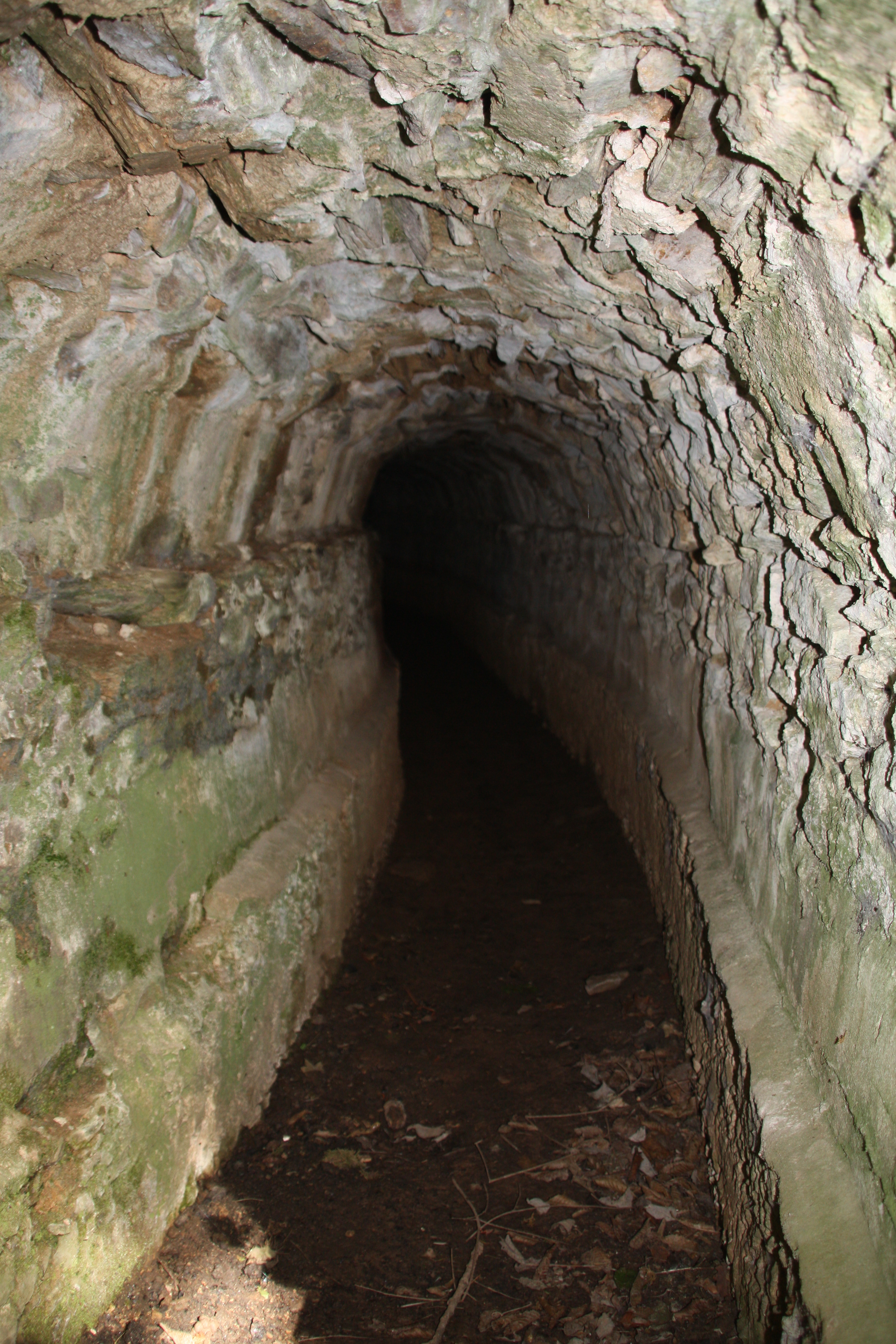
L'aqueduc de la Brévenne à Courzieu
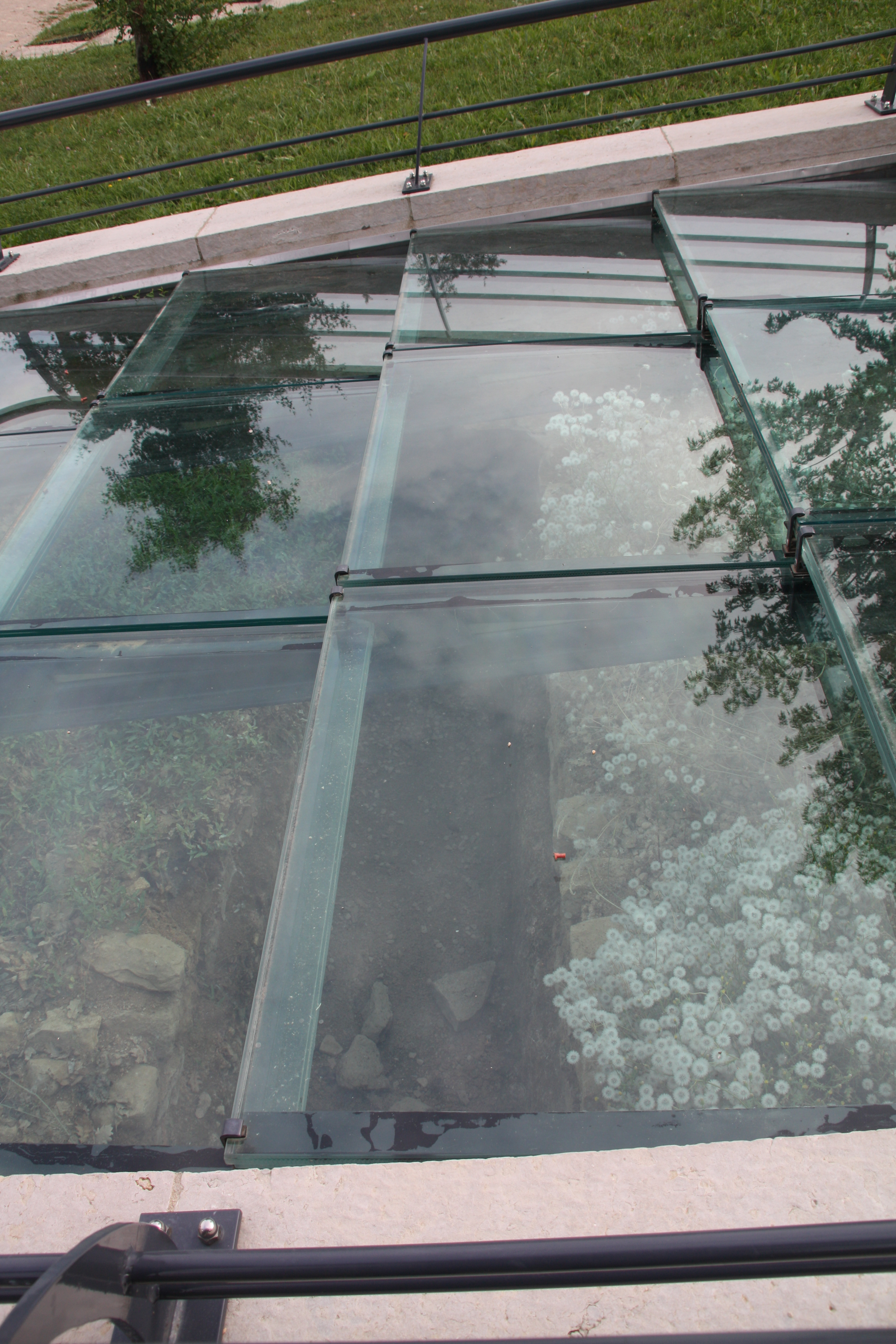
L'aqueduc de la Brévenne dans le Parc de l'Aqueduc à Dardilly.
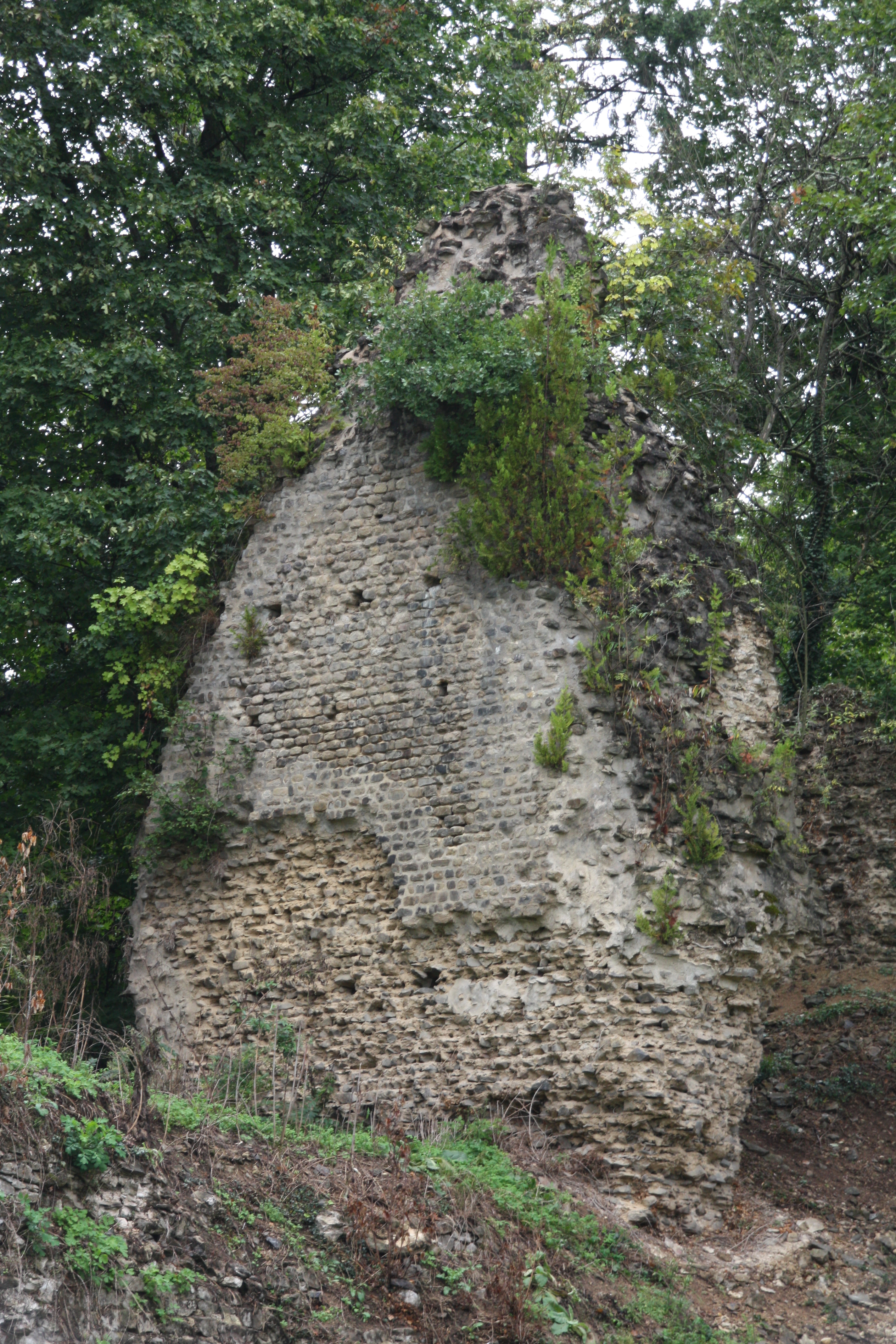
Restes du pont-siphon des Planches, à Écully.
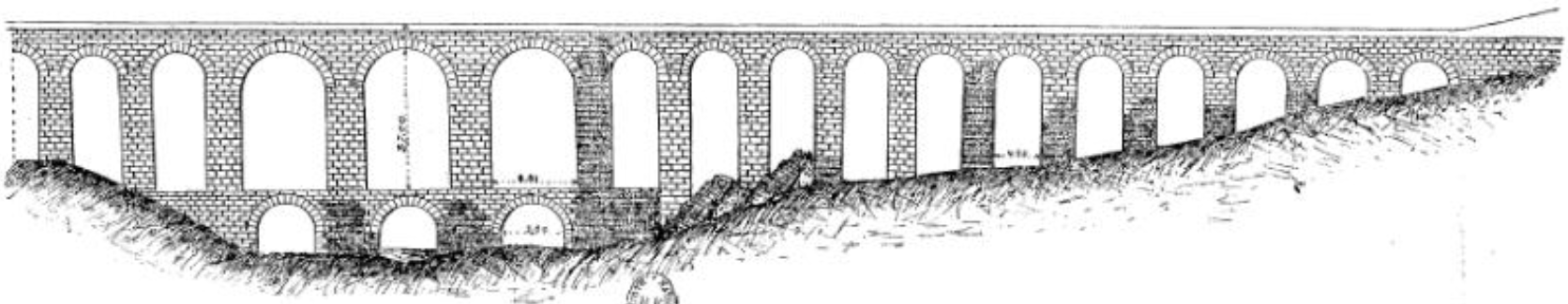
Reconstitution du pont-siphon des Planches par M. Gabut.